# Matt Carpenter
Matthew Martin Carpenter (Galveston, 26 novembre 1985) è un giocatore di baseball statunitense, interno per i San Diego Padres della Major League Baseball.
Anche suo fratello Tyler è un giocatore di baseball professionista, che milita nella Minor League Baseball.

## Carriera

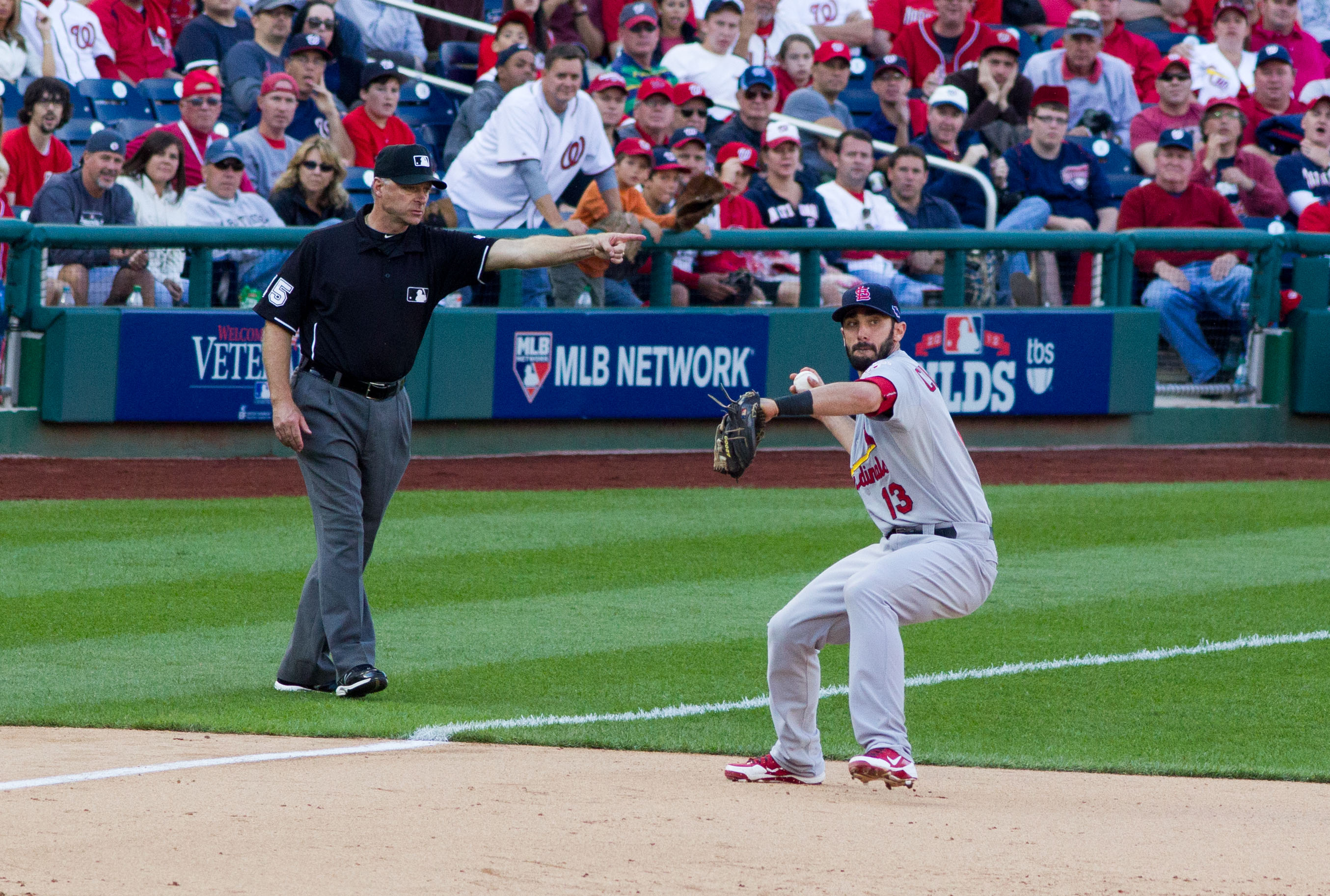
Carpenter (terza base) mentre lancia in prima durante gara 3 della NLDS 2012

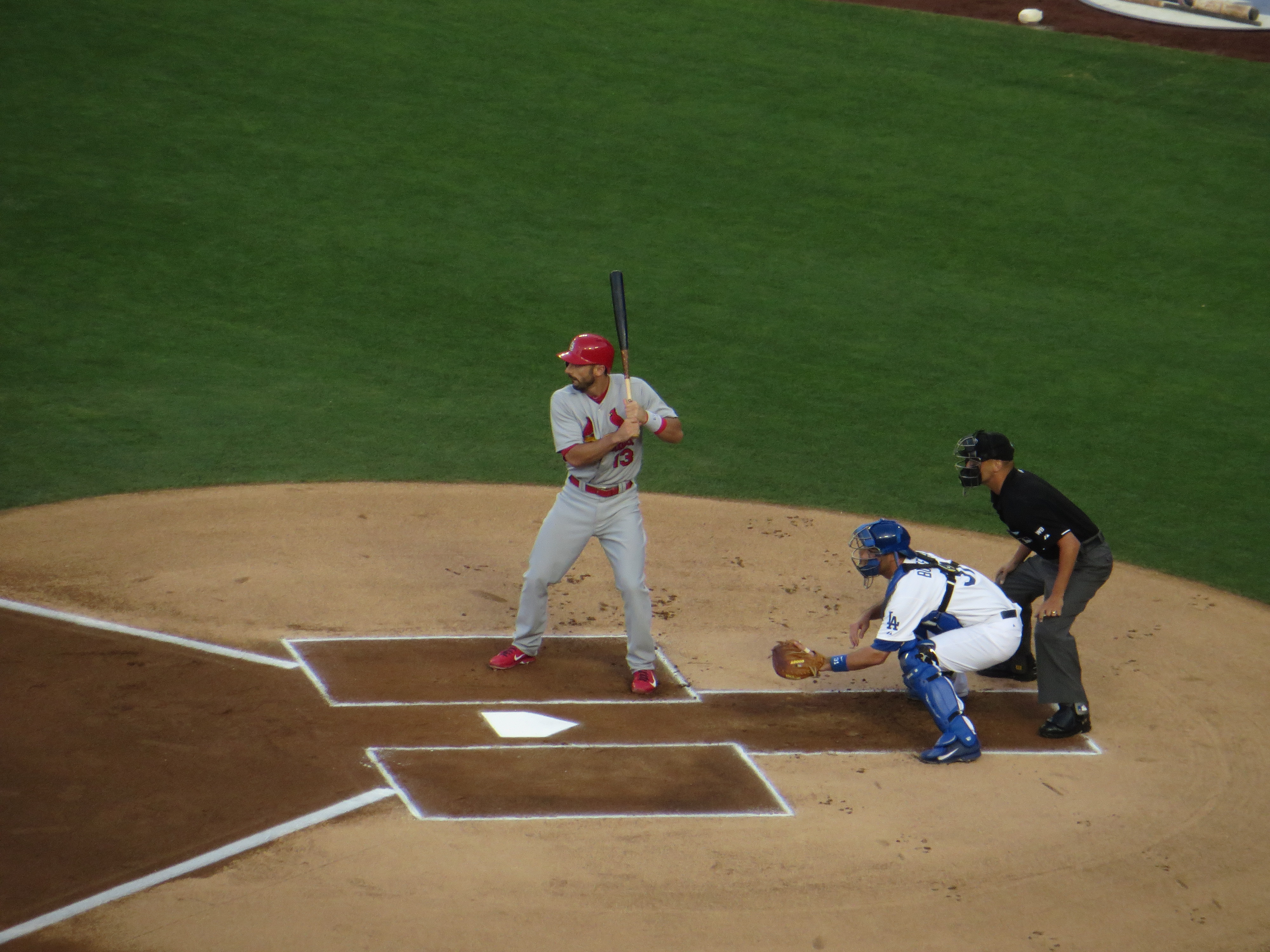
Carpenter alla battuta nel 2014

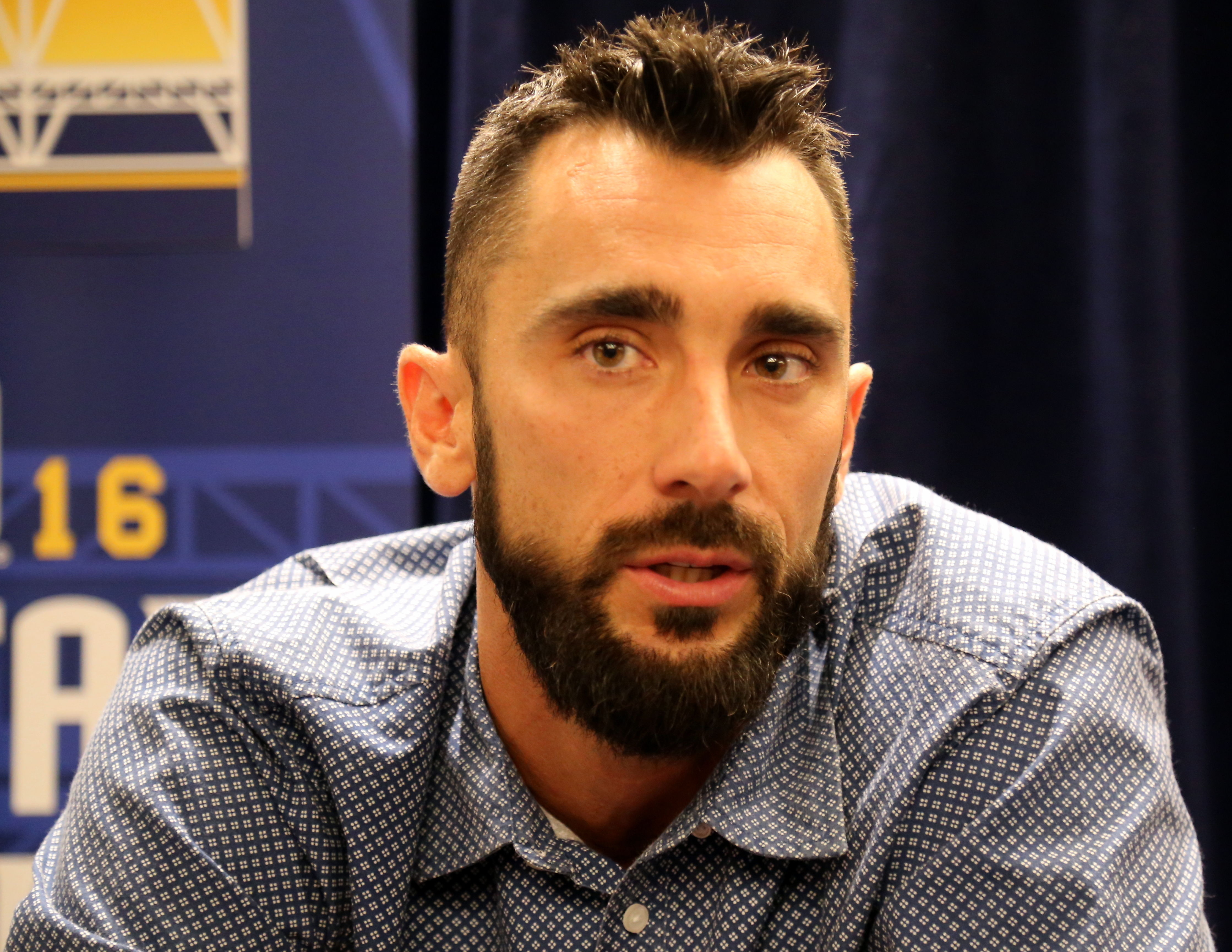
Carpenter nel 2016

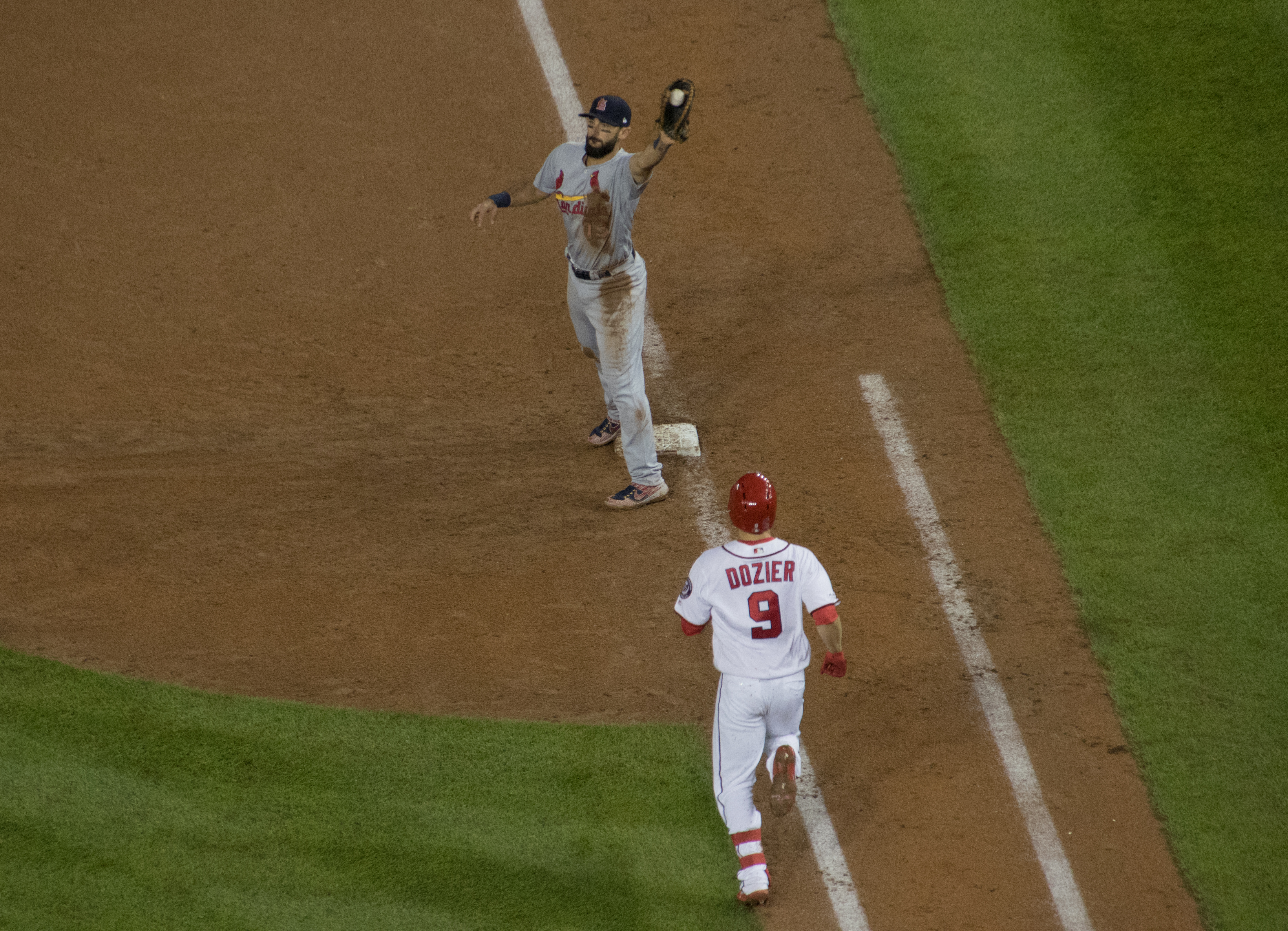
Carpenter mentre effettua un'eliminazione in prima base nel 2019

### Inizi e Minor League (MiLB)
Nato a Galveston nel Texas, Carpenter e la famiglia seguirono il padre, un allenatore in istituti superiori, prima a La Marque, dove il padre lavorò per sette anni, e poi a Missouri City, dove il padre venne assunto dalla Lawrence E. Elkins High School, lavorando lì per cinque anni. Matt Carpenter frequentò proprio la Lawrence E. Elkins High School di Missouri City e successivamente si iscrisse alla Texas Christian University di Fort Worth.
Venne selezionato nel 13º turno del draft MLB 2009, dai St. Louis Cardinals, che lo assegnarono prima nella classe A-breve, successivamente dal 2 luglio al 2 agosto nella classe A e dal 4 agosto in poi nella classe A-avanzata. Nel 2010 militò nella classe A-avanzata fino all'8 maggio, venendo promosso due giorni dopo, il 10 maggio, nella Doppia-A. Iniziò la stagione 2011 nella Tripla-A.

### Major League (MLB)
Carpenter debuttò nella MLB il 4 giugno 2011, al Busch Stadium di Saint Louis contro i Chicago Cubs. Schierato come terza base titolare, colpì la sua prima valida, un doppio, nel suo quarto turno di battuta dei cinque affrontati. Giocò la sua ultima partita stagionale il 12 giugno, poiché venne riassegnato alla minor league poco dopo. Concluse la stagione con 7 partite disputate nella MLB e 130 nella Tripla-A.
Il 6 aprile 2012 contro i Brewers, venne schierato nella parte alta del nono inning come sostituto battitore e colpì un doppio, realizzando i primi due punti battuti a casa della carriera. Entrò a punto per la prima volta subito dopo, con il doppio battuto dal compagno di squadra Rafael Furcal. Il 15 aprile contro i Cubs, in quattro turni di battuta affrontati ottenne in quest'ordine: una valida, una valida, il suo primo fuoricampo (un home run da due punti) e un triplo, realizzando in totale 5 RBI ed entrando una volta a punto. Concluse la stagione con 114 partite disputate nella MLB e 6 nella minor league, di cui 3 nella Doppia-A e 3 nella Tripla-A.
Nello stesso anno partecipò per la prima volta al post-stagione, nell'anno in cui i Cardinals arrivarono fino alle Championship Series dove vennero poi sconfitti dai San Francisco Giants per 4-3. Carpenter durante quest'ultima serie realizzò tre valide (tra cui un doppio e un fuoricampo), due RBI e ottenne tre basi su ball, chiudendo con .333 di media battuta.
Nel 2013 venne convocato per la prima volta per l'All-Star Game ed a fine stagione gli venne conferito il primo Silver Slugger Award. Nel post-stagione i Cardinals arrivarono alle World Series, durante l'evento Carpenter realizzò otto valide (tra cui un doppio) e due RBI, chiudendo con .296 di media battuta. I Cardinals infine uscirono sconfitti a favore dei Boston Red Sox per 4-2.
Il 6 marzo 2014, prima dell'inizio della stagione regolare, Carpenter firmò con i Cardinals un contratto esennale dal valore complessivo di 52 milioni di dollari, con inclusa un'opzione per la settima stagioni pari a 18.4 milioni. Durante la stagione venne convocato per la seconda volta agli All-Star Game, convocazione che ricevette nuovamente due anni dopo, nel 2016.
Nel 2017 venne schierato principalmente come prima base, mentre nel 2018 tornò ad alternare tale ruolo a quello in terza base.
Il 10 aprile 2019, Carpenter rinnovò con i Cardinals per le stagioni 2020-2021, con un contratto biennale dal valore complessivo di 39 milioni di dollari più un'opzione per il terzo anno pari a 18.5 milioni, a condizione di apparire almeno 1,100 volte sul piatto di battuta nelle stagioni 2019-2020. Nel 2019, la terza base venne coperta dal giocatore in quasi tutte le sue partite stagionali. Nel 2020 venne schierato in campo principalmente come terza base e come battitore designato.
Il 15 maggio 2021 contro i Padres, Carpenter esordì come lanciatore. Venne schierato nella parte bassa del settimo inning e lanciò per 1.1 inning, concedendo due valide.

## Palmares
- MLB All-Star: 3

2013, 2014, 2016
- Silver Slugger Award: 1

2013
- Capoclassifica in valide: 1

NL: 2013
- Giocatore del mese: 1

NL: luglio 2018
- Giocatore della settimana: 4

NL: 19 aprile 2015, 5 giugno 2016, 22 luglio e 5 agosto 2018